# 도림사거리역
도림사거리역(道林四거리驛)은 서울특별시 영등포구 도림동에 위치한 신안산선의 전철역이다.

## 연혁
- 2020년 6월 20일: 착공
- 2026년 12월: 신안산선 개통과 함께 영업 개시(예정)

## 승강장
2면 2선의 상대식 승강장 예정이다. 승강장에는 스크린도어가 설치될 예정이다.
| ↑ 영등포 |
| \| 하    |
| 신풍 ↓   |

| 상 | ● 신안산선(2026년 개통예정) | 여의도 방면 |
| 하 | ● 신안산선(2026년 개통예정) | 한양대 방면 |

## 역 주변
- 영등포아트자이 아파트
- 동아에코빌 아파트
- 현대자동차 도림대리점
- 홈플러스 익스프레스
- 새마을금고 도림지점

## 인접한 역(예정)
| 신안산선           | 신안산선   | 신안산선         |
| ------------------ | ---------- | ---------------- |
| 영등포 여의도 방면 | ● 신안산선 | 신풍 한양대 방면 |